# Howkins Inlet
Das Howkins Inlet ist eine vereiste Bucht an der Lassiter-Küste des Palmerlands im Süden der Antarktischen Halbinsel. Sie liegt mit einer Buchttiefe von 10 km zwischen Kap Brooks und dem Lamb Point.
Aus der Luft entdeckt und fotografiert wurde die Bucht im Dezember 1940 von Teilnehmern der United States Antarctic Service Expedition (1939–1941). Weitere Luftaufnahmen entstanden 1947 bei der US-amerikanischen Ronne Antarctic Research Expedition (1947–1948), die in Zusammenarbeit mit dem Falkland Islands Dependencies Survey (FIDS) im selben Jahr auch eine Vermessung vor Ort vornahm. Der FIDS benannte die Bucht nach dem britischen Meteorologen Gordon Arthur Howkins (* 1919), der zwischen 1944 und 1945 für den FIDS auf der Station auf Deception Island tätig war.